# Русский лингвистический алфавит
Ру́сский лингвисти́ческий а́лфавит или а́збука — система записи звуков человеческой речи, использующая преимущественно буквы кириллического алфавита. Разработана и принята учёными-лингвистами Императорской академии наук в конце XIX — начале XX веков. Первоначально активно использовалась востоковедами, позднее на протяжении XX века была и до сих пор остаётся основной системой для описания русской фонетики в русскоязычной лингвистической литературе. Упрощённый РЛА используется в школьном курсе фонетики русского языка. Также активно применяется в русскоязычной литературе по тюркологии и финно-угроведению, с дополнительными значками для конкретных языков (например, буквами җ, ү, ҡ, ҫ, ң, ғ, ө, ә, ҙ, һ из татарского и башкирского алфавитов для описания фонетики этих языков).

## Описание

Гласные РЛА по Льву Щербе

Согласные РЛА по Льву Щербе

Не существует какого-либо «официального» перечня фонетических знаков РЛА. Наиболее подробное описание алфавита было сделано Л. В. Щербой в его статье 1911 года, посвящённой вопросам транскрипции. Помимо букв русского алфавита, использовались буквы из алфавитов сербского, греческого, латинского, а также всевозможные кириллические лигатуры и диакритические знаки.

## Для русского языка
Наиболее активно РЛА применяется для записи звуков русского языка. Звуки записываются внутри квадратных скобок. Фонемы записываются внутри либо косых, либо прямых, либо фигурных скобок.

### Гласные
Для гласных под ударением используются только буквы [а о у э (е) и ы]. Буквы ё, ю, я полностью исключаются из РЛА. Для переднеязычного гласного среднего подъёма употребляется либо [э] (чаще всего), либо [е] (в данном случае буква обозначает только звук [э], но не сочетание [йэ]!).
Безударные гласные первого предударного слога обозначаются как [ʌ, и, и𞁈 (и𞀵), ы𞁈 (ы𞀵)]
Безударные гласные второго и далее предударных слогов и заударных слогов обозначаются как [ъ] (среднеязычный), [ь] (переднеязычный), [и].
Кроме того для обозначения аллофонов применяются диакритические значки.
Фонема /у/ обычно не подвергается редукции, и в обозначении остаётся [у] (кроме добавления диакритики).
В российской школе используется упрощенная система, в которой безударная фонема /о/ обозначается как [а], а /э/ — как [и], безударные /а и у ы/ не меняют своего обозначения. Также не делается различия между звуками и фонемами.
Ударение обозначается обычно акутом.

### Согласные
Для согласных используются все согласные буквы русского алфавита, кроме щ, которая чаще заменяется на [ш̅’], хотя может использоваться и обычное [щ], особенно в упрощенной системе. Для его долгой звонкой пары используется [ж̅’].
Для обозначения мягкости используется знак апострофа.
Звонкий плавный палатальный среднеязычный звук обозначается либо как [й], либо как [ј]. Часто принудительно обозначается мягкость, то есть [ј’]. То же самое возможно и для [ч’].